# Tunay Deniz
Tunay Deniz (* 2. Februar 1994 in Berlin) ist ein deutsch-türkischer Fußballspieler.

## Karriere
Er begann mit dem Fußballspielen in seiner Heimatstadt bei Tasmania Berlin. Im Sommer 2011 wechselte er in die Jugendabteilung des Berliner AK 07. Dort wurde er ab dem Winter 2013 in den Kader der ersten Mannschaft in der Regionalliga Nordost aufgenommen. Im Sommer 2015 wechselte er ligaintern zum FSV Optik Rathenow. Nach 16 Ligaspielen schloss er sich im Winter 2016 dem TSV Steinbach Haiger in der Regionalliga Südwest an. Da er für seinen Verein in eineinhalb Spielzeiten nur zu 17 Ligaspielen gekommen war, wechselte er im Sommer 2017 zurück zu seinem Jugendverein Berliner AK 07. Nach zwei Spielzeiten und 63 Ligaspielen, bei denen ihm 22 Tore gelangen, erfolgte im Sommer 2019 sein Wechsel in die 2. türkische Liga zu BB Erzurumspor. Dort kam er allerdings nicht zum Einsatz und wurde deshalb im Winter 2020 für den Rest der Saison an den Drittligisten Tuzlaspor verliehen. Im Sommer 2022 kehrte er nach Deutschland zurück und schloss sich dem Regionalligisten Kickers Offenbach an.
Im Sommer 2022 wechselte er zum Drittligisten Hallescher FC und kam dort auch zu seinem ersten Einsatz im Profibereich, als er am 24. Juli 2022, dem 1. Spieltag, bei der 2:3-Auswärtsniederlage gegen den FSV Zwickau in der Startformation stand. Im Sommer 2024 wechselt er zum TSV 1860 München.

## Erfolge
Kickers Offenbach
- Hessenpokal-Sieger: 2021/22